# Magí Murià i Torner
Magí Murià i Torner (Barcelona, 26 de novembre de 1881 - Ciutat de Mèxic, 1958) fou un director cinematogràfic i periodista català. Fou el pare dels escriptors Anna Murià i Josep Maria Murià.

## Biografia
Magí Murià procedia d'una família humil de les comarques tarragonines. El pare, Magí Murià i Brufau, de Santa Coloma de Queralt, va tenir diferents oficis i va acabar fent de policia municipal a Barcelona, mentre que la mare, Rafaela Torner i Nogués, de Reus, treballà de portera en un bloc barceloní. Magí començà la vida laboral en el món del tèxtil com a obrer. Però tenia aficions literàries i va mantenir tracte amb alguns escriptors. El 1915 va començar a dirigir la productora cinematogràfica Barcinógrafo. A part de la direcció administrativa i artística, entre el 1915 i el 1918 va dirigir personalment deu films –cinc dels quals protagonitzats per Margarida Xirgu– i va produir L'amor fa justícia. L'any 1931 Murià va ser l'encarregat de portar la primera pel·lícula doblada en català, tot i que algunes fonts apunten que en dirigí el doblatge. Es tracta del vodevil francès Draps i ferro vell (Bric-a-brac et compagnie, 1931), protagonitzada per Fernandel.
Publicà la revista Festa (1913-1915) i va dirigir i el setmanari La Dona Catalana (1925-1934), primera publicació periòdica per a públic femení en llengua catalana –en què la cultura tenia un pes molt més important que no pas en altres revistes semblants de l'època–. Va publicar una novel·la: De l'odi a l'amor (1926), i pòstumament es va editar el seu dietari Memòries d'un exiliat (1939-1948) (2002).